# Caterham Cars
Caterham es un fabricante especializado en automóviles deportivos ligeros con sede en Caterham, Surrey, Inglaterra. Su único modelo actual, el Caterham Seven, es una evolución directa de la Serie 3 del Lotus Seven diseñado por Colin Chapman y lanzado originalmente en el año 1968.
El 5 de noviembre de 2008 Caterham anunció su alianza con Project Splitwheel (www.splitwheel.com), con una iniciativa en línea que utilizaría una multitud de proveedores (crowdsourcing) para diseñar un nuevo auto Caterham de rendimiento, con la participación de propietarios y entusiastas de los autos. El modelo potencialmente podría entrar en producción en el 2011.
El día 27 de abril de 2011, el dueño del equipo de Fórmula 1 Team Lotus (Tony Fernandes) adquirió la empresa.
El día 31 de marzo de 2021, casi exactamente 10 años después de su última adquisición, vuelven a cambiar de propiedad. Esta vez su nueva propietaria es la compañía VT Holdings, importador japonés esta misma marca, así como de Lotus y Royal Enfield.

## Historia

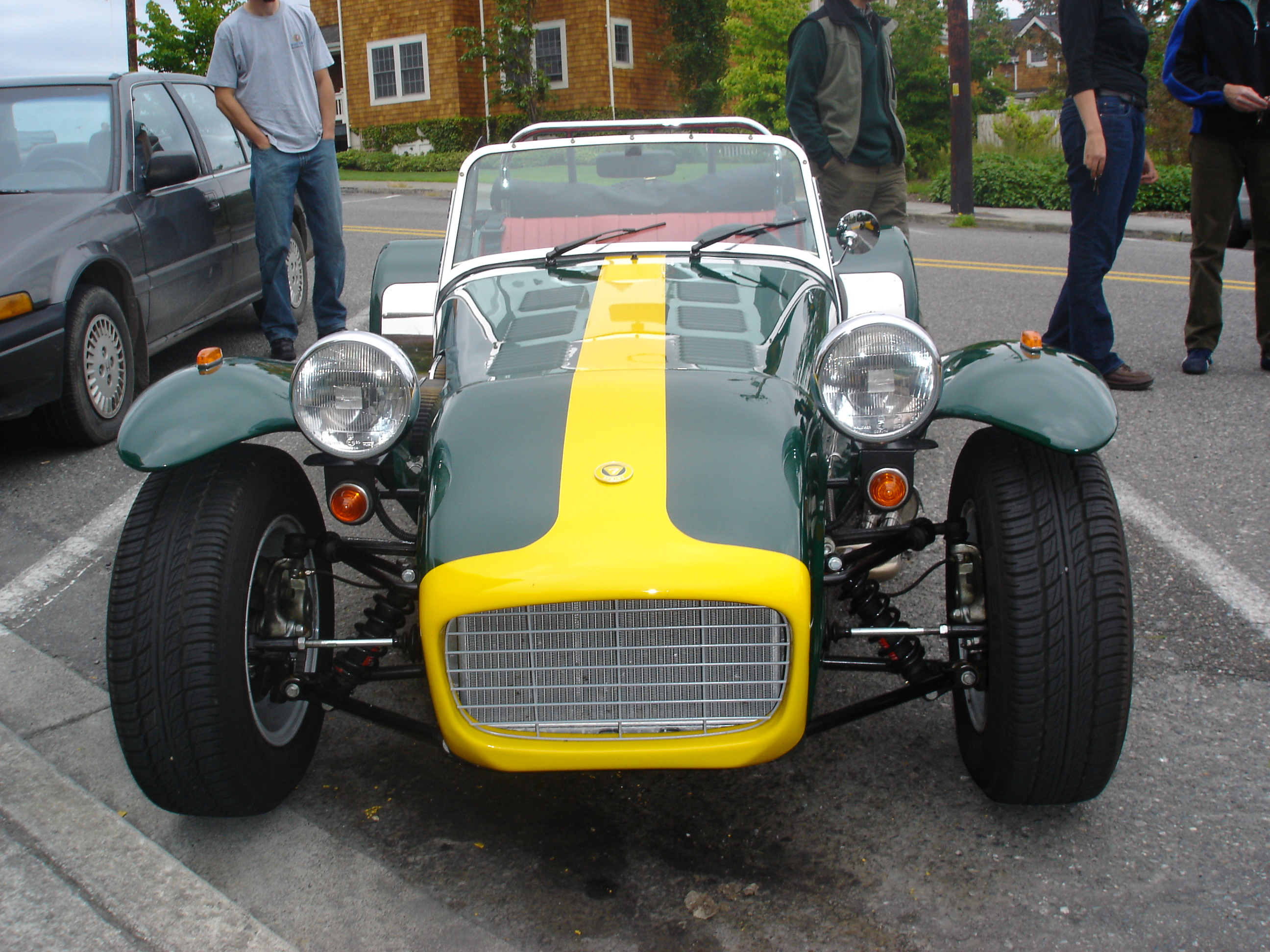
Caterham Classic

Lotus, la compañía de Colin Chapman, lanzó en 1957 la Serie 1 del Lotus Seven. El auto fue inmediatamente acogido por los entusiastas como un auto de bajo costo, deportivo, de escaso peso y exitoso en las competencias. Versiones actualizadas como las Series 2, 3 y 4 fueron lanzadas en 1960, 1968 y 1970 respectivamente.
Automóviles Caterham fue el mayor distribuidor del Lotus 7 durante la década de 1960. Su fundador, Graham Nearn, compró en 1973 los derechos para continuar la manufactura del auto diseñado por Chapman, después de que Lotus anunciara su intención de descontinuar el modelo. Inicialmente Caterham reemprendió la manufactura del Lotus Seven Serie 4; sin embargo, cuando este probó no ser popular, la producción cambió al modelo Serie 3 en 1974.
El Lotus/Caterham 7 es ampliamente visto por los medios y por los entusiastas de los autos como uno de los autos icónicos del siglo XX. El 2007 marcó los 50 años de su continua producción. 
El Caterham Seven 170 es el coche más ligero y pequeño de la marca con 440 kilogramos de peso y unas dimensiones de 3,18 metros de largo, 1,47 m de ancho y 1,09 m de alto.

## Su participación dentro de la Fórmula 1

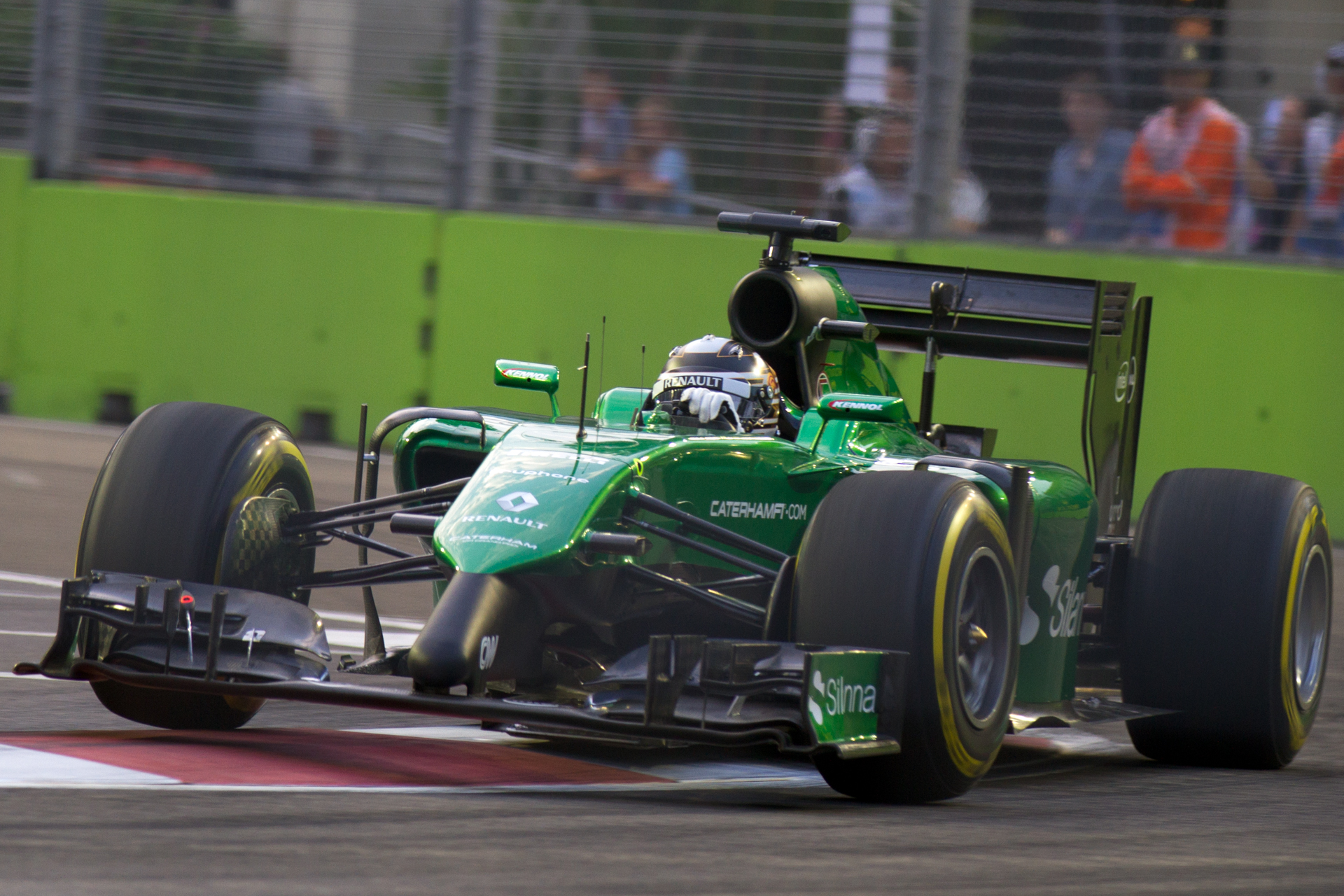
Kamui Kobayashi en el Gran Premio de Singapur, ya con el nuevo morro del equipo.

A partir de la temporada 2012 Tony Fernandes determinó que Caterham tomara el lugar del Team Lotus, considerando este nuevo emprendimiento más viable económicamente. Esto supone el debut de Caterham dentro de la Fórmula 1. El equipo mantendrá la estructura de su precesor, siendo sus pilotos titulares Heikki Kovalainen y Vitaly Petrov. La escudería correrá bajo la denominación Caterham F1 Team y su primer monoplaza se llamará CT01.

## Modelos actuales
Nota: Todos están basados en el Caterham Seven.
- Caterham CSR
- Caterham Classic
- Caterham Roadsport
- Caterham SV
- Caterham Superlight